# Praça de Toiros de Albufeira
A Praça de Toiros de Albufeira, antiga Real Praça de Toiros, é a Praça de Toiros de Albufeira no Algarve. Luís Rouxinol já se apresentou aqui muitas vezes.
Esta praça deixou de receber eventos tauromáquicos no fim do ano de 2019 na altura da pandemia.

## Historia
Em 2020 o partido Pessoas–Animais–Natureza tinha um projecto proposto rejeitado para conversão num espaço multiusos.
Em 2020 o conjunto edificado foi adquirido e os novos proprietários, Corcova no Algarve – Investimentos Turísticos e Imobiliários, S.A.,  anunciaram a reprogramação existente para um programa com espaços culturais.
Em 2022 o atelier de Arquitectura Saraiva Associados anunciou o novo projecto que promete incluir "uma importante diversidade espacial, com zona hoteleira, áreas culturais, espaços comerciais de convívio e espaços ajardinados e de relaxamento.".